# Campionati del mondo di ciclismo su strada 1959 - Gara in linea maschile Professionisti
La ventiseiesima edizione della gara in linea maschile Professionisti ai Campionati del mondo di ciclismo su strada si è svolta il 14 agosto 1959 su un percorso iniziale di 4,193 km e poi su circuito di 10,28 km da ripetere 28 volte per un percorso totale di 292,033 km con partenza ed arrivo da Zandvoort, nei Paesi Bassi. La vittoria è stata appannaggio del francese André Darrigade, il quale ha completato il percorso in 7h30'43", alla media di 38,88 km/h, precedendo l'italiano Michele Gismondi e il belga Noël Foré.
Dei 72 ciclisti accreditati alla partenza, 69 presero il via e 44 hanno portato a termine la competizione.
Percorso prettamente pianeggiante sviluppato nel Circuito di Zandvoort.

## Squadre e corridori partecipanti
| N. ciclisti | Cod. | Squadra     |
| ----------- | ---- | ----------- |
| 8           | BEL  | Belgio      |
| 8           | FRA  | Francia     |
| 8           | GER  | Germania    |
| 8           | ITA  | Italia      |
| 8           | NLD  | Paesi Bassi |
| 8           | ESP  | Spagna      |
| 6           | SUI  | Svizzera    |
| 5           | AUS  | Australia   |

| N. ciclisti | Cod. | Squadra       |
| ----------- | ---- | ------------- |
| 3           | AUT  | Austria       |
| 3           | LUX  | Lussemburgo   |
| 2           | DEN  | Danimarca     |
| 1           | CAN  | Canada        |
| 1           | GBR  | Gran Bretagna |
| 1           | IRL  | Irlanda       |
| 1           | POL  | Polonia       |
| 1           | USA  | Stati Uniti   |

## Ordine d'arrivo (Top 10)
| Pos. | Corridore               | Squadra        | Tempo    |
| ---- | ----------------------- | -------------- | -------- |
| 1    | André Darrigade         | Francia        | 7h30'43" |
| 2    | Michele Gismondi        | Italia         | s.t.     |
| 3    | Noël Foré               | Belgio         | s.t.     |
| 4    | Tom Simpson             | Gran Bretagna  | s.t.     |
| 5    | Diego Ronchini          | Italia         | s.t.     |
| 6    | Albertus Geldermans     | Paesi Bassi    | s.t.     |
| 7    | Friedhelm Fischerkeller | Germania Ovest | s.t.     |
| 8    | Coen Niesten            | Paesi Bassi    | s.t.     |
| 9    | Jacques Anquetil        | Francia        | a 22"    |
| 10   | Angelo Conterno         | Italia         | s.t.     |